# Roger Kespy
Roger Kespy, né le 13 août 1908 à Bougie en Algérie, est un résistant français. 

## Biographie

### Jeunesse
Roger Joseph Kespy naît le 13 août 1908 à Bougie en Algérie dans une famille juive. Son père était employé de commerce. Ses parents ont trois fils et deux filles. Son frère André tenait un commerce de matériel radioélectrique à Alger. 
Après avoir passé la première partie de son baccalauréat, Roger Joseph Kespy s’installe en France métropolitaine et il trouve un emploi de câbleur dans une maison de radio où, au bout de deux ans, en 1928, il deviendra chef de trois services, dont celui de la comptabilité. Puis, après avoir effectué son service militaire au 1er Zouaves, il reprend une activité à Paris avant d’aller à Vichy en 1935. Roger Joseph Kespy s’y installe comme constructeur radio et habite avec ses parents et ses deux sœurs. Il a sept employés dans son entreprise de postes de TSF.

### Résistance

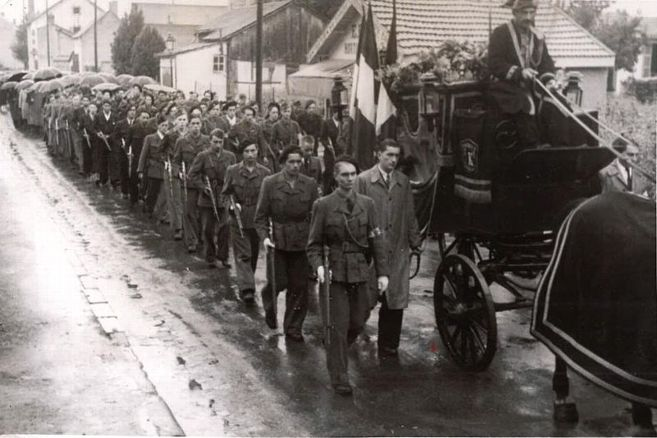
Le cortège funèbre de Roger Kespy a conduit l’assistance du cimetière de Saint-Rémy-en-Rollat à celui de Vichy, le 23 septembre 1944.

Mobilisé en 1939 comme téléphoniste chez les Zouaves, il revient en juin 1940  à Vichy, le jour où les Allemands y font leur entrée. Après avoir vu les soldats allemands, il  déclare avec fermeté : « Les Allemands sont là, il va falloir leur résister. Comment ? On va voir cela ». 
Dès le mois d’août, il forme un petit groupe formé d’André Dessausse, Jean Riboulet de Ferrières, René Gonnat et Raymond Pornin qui organise la récupération d’armes abandonnées par l’armée française et les cache en différents lieux. Au total cinquante fusils, des cartouches et quelques grenades sont ainsi collectés. À partir d’octobre, la récupération de matériel radio auprès des radioamateurs, permet dès l’hiver, de construire plusieurs émetteurs radio portatifs destinés aux « Petites ailes » - réseau de résistance pour le Sud de la France et la Savoie.
En 1941, Roger Joseph Kespy cède son usine de radio tant qu’il peut encore le faire. Il se consacre ainsi totalement à la résistance, en gardant pour lui uniquement le stock de pièces détachées, et il vit de leur vente. Il recrute des responsables par secteur pour organiser les premiers noyaux de la résistance. Il est à l'origine du premier maquis de l'Armée secrète. Il a des correspondants dans toute la Montagne bourbonnaise, au Donjon, à Lapalisse, Billy, Saint-Germain et même jusqu’à Randan,. Le Commandant Roger Kespy, alias Capitaine Favard, alias Mesmin, alias Jo, résiste au sein de plusieurs groupes, mouvements et organisations, telles que les Petites Ailes de France, Combat et l’Armée secrète. La recherche des terrains de parachutage fait aussi partie de ses activités. Créateur et animateur de la Résistance à Vichy, il est aussi le cofondateur du Maquis des Bois noirs.
En janvier 1943, il est le chef départemental des groupes francs des mouvements Unis de la Résistance de l’Allier. Il est responsable "Action" de la région de Vichy, puis chef de Corps Franc de cette zone. Il assure la direction de la première réception de parachutage d’armes. Les groupes fabriquent des faux-papiers, ont en leur possession des cartes alimentaires, récupèrent du carburant, hébergent et transportent un pilote et un sous-officier canadien, un officier anglais, et fournissent des munitions et du ravitaillement.
Arrêté à Lapalisse, le 24 janvier 1944, par la Milice, il est remis à la Gestapo le 26 janvier à Vichy. Selon André Dessause, il fut trahi. Il n’était pas possible de savoir où le trouver autrement, car il changeait continuellement de domicile. Il est horriblement torturé pendant 70 à 72 jours. En avril, il est ensuite transféré à la prison de « La Mal Coiffée », à Moulins. Roger Joseph Kespy fut ramené à Vichy le 24 juillet. Le 25 juillet, il est abattu dans la forêt domaniale de l'Abbaye Marcenat à Saint-Rémy-en-Rollat (Allier) d’une rafale de mitraillette avec ses trois compagnons de combat : Jean-Louis Clavel (Réseau Coty-Reims), Claude Weinbach (Réseau Goélette) et Frédéric Marcus (Réseau Goélette),. Une stèle à leur mémoire y a été érigée par l'Association des Résistants Actifs de l'Allier. Malgré la torture, il n’a révélé aucun nom, ni dénoncé aucun équipier.Jusqu'au bout, Roger Joseph Kespy a résisté.

## Distinctions
- Il fut nommé commandant des Forces françaises de l’intérieur à titre posthume (journal officiel 8 mai 1947), l’homologation fut prononcée le 27 juillet 1946.
- Le 3 décembre 1954, il fut reconnu « interné résistant ». Ce terme s’applique aux personnes arrêtées et exécutées pour actes qualifiés de résistance à l'ennemi.
- Le 22 mars 1960, il sera nommé à titre posthume Chevalier de la légion d’honneur.
- En mai 1960, il recevra à titre posthume la Médaille de la Résistance française avec rosette.
- Il recevra également au nom du Président des États-Unis, une distinction des États-Unis adressée par le Général Dwight D. Eisenhower : « The President of the United States of America has directed me to express to Roger Kespy the gratitude and appreciation of the American people for gallant service in assisting the escape of Allied soldiers from the enemy ». Dwight D. Eisenhower, General of Army, Commanding General United States forces European Theater.

## Monuments

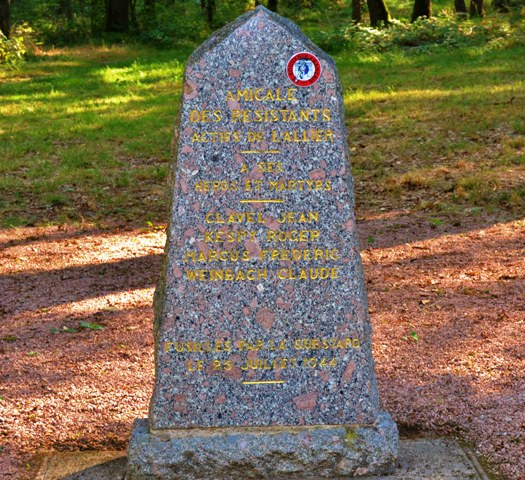
Photo de Saint-Rémy-en-Rollat : stèle dans la forêt de Marcenat.

- Un square Roger Kespy existe à Vichy depuis le 8 juin 1994[5]. Il a fallu 50 ans pour aboutir à cet honneur[6]. Il est proche de son ancien domicile du 25 rue Durand, où une plaque a été apposée sur la façade de la maison.

- Une stèle a été érigée dans la forêt domaniale de l'Abbaye Marcenat à Saint-Rémy-en-Rollat (Allier) par l'Association des Résistants actifs de l'Allier[7],[8].

- Il repose dans le carré des suppliciés de la Résistance, à Vichy. Sur sa stèle, on peut lire : « Héros et martyr pionnier, animateur inlassable de la Résistance bourbonnaise. Arrêté par la Milice, livré à la Gestapo, torturé et sauvagement assassiné le 25 juillet 1944, en forêt de Marcenat. Mort pour la  France. »

## Hommage
"Je suis entré directement en contact avec M. Kespy vers décembre 1942 ou janvier 1943. À ce moment, il était à la tête d'un groupe de résistants qu'il avait organisé lui-même. À la suite de notre contact, il s'est intégré au mouvement les "M.U.R.". Il a été successivement le responsable "Action" de la Région de Vichy, puis chef du Corps Franc de cette zone... Il a toujours été un homme extrêmement courageux, faisant preuve d'un patriotisme élevé".
Henry Ingrand, Commissaire de la république de la Région de Clermont-Ferrand, dans la clandestinité Chef Régional des "M.U.R" en Auvergne, connu sous les pseudonymes de Rouvres et de Mazières. Le 6 juin 1945